# Stefania Auci
Stefania Auci, née le 21 novembre 1974 à Trapani, est une écrivaine italienne.

## Œuvres

### Romans
- Hidden in the dark, 0111 Edizioni, 2010.
- Fiore di Scozia, Mondadori, 2011.
- La Rosa Bianca, Mondadori, 2012.
- Florence, Baldini & Castoldi, 2015.

#### La saga des Florio
1. I Leoni di Sicilia, Editrice Nord, 2019. - traduit en français sous le titre Les Lions de Sicile par Renaud Temperini, Paris, Albin Michel, 2021, 560 p.  (ISBN 978-2-226-44202-4) [1],[2]
2. L'inverno dei Leoni, Editrice Nord, 2021. - traduit en français en deux tomes sous le titre Le Triomphe des Lions par Renaud Temperini, Paris, Albin Michel, 2022, 432 p.  (ISBN 978-2-226-44246-8)[3] et Les Lions en hiver par Renaud Temperini, Paris, Albin Michel, 2022, 480 p.  (ISBN 978-2-226-47498-8)[4]

### Essai
- Francesca Maccani et Stefania Auci, La cattiva scuola, 2017.